# Benamejí

Kaart in Córdoba

Benamejí is een gemeente in de Spaanse provincie Córdoba in de regio Andalusië met een oppervlakte van 53 km². Benamejí ligt in de nabijheid van de rivier Genil. In 2007 telde Benamejí 5095 inwoners.

## Demografische ontwikkeling
Bron: INE, 1857-2011: volkstellingen